# Rossøya
Rossøya è un isolotto che fa parte dell'arcipelago di Sjuøyane a sua volta compreso nell'arcipelago norvegese delle isole Svalbard, a nord della costa del Nordaustlandet.
Con coordinate 80°49'44"N è in punto più a nord della Norvegia (ma non dell'Europa, che è il Capo Fligeli, Russia). La distanza dal Polo Nord è 1024,3 km.